# Ano Europeu das Pessoas com Deficiência
O ano de 2003 foi declarado Ano Europeu das Pessoas com Deficiência, pela Comissão Europeia. O projeto foi lançado oficialmente em Atenas, no dia 26 de janeiro de 2003, durante a presidência grega do Conselho da União Europeia. 

## Principais propostas
- Sensibilizar o público para questões relacionadas com a não-discriminação e a integração.
- Apoiar ações concretas para promover a igualdade de oportunidades e inclusão social.
- Informar sobre boas práticas a nível local, nacional e europeu.
- Reforçar a cooperação, entre todos os atores políticos, a favor das pessoas com deficiência.
- Difundir uma imagem positiva das pessoas com deficiência.
- Promover os direitos das crianças e jovens com deficiência à igualdade na educação.